# Chrysothemis kuhlmannii
Chrysothemis kuhlmannii är en tvåhjärtbladig växtart som beskrevs av Frederico Carlos Hoehne. Chrysothemis kuhlmannii ingår i släktet Chrysothemis och familjen Gesneriaceae. Inga underarter finns listade i Catalogue of Life.